# Колишній тато, колишній син
«Колишній тато, колишній син» (рос. «Бывший папа, бывший сын») — радянський художній фільм 1989 року, знятий Творчим об'єднанням «Екран».

## Сюжет
Сорокарічний Ярцев стає свідком пограбування власного автомобіля. Ближче до судового розгляду з'ясовується, що злодій є ніхто інший, як його власний син від першого шлюбу. Батько робить все можливе, щоб не доводити справу до суду.

## У ролях
- Рим Аюпов — Микола Валентинович Ярцев
- Володимир Пучков — Сергій, син
- Ірина Малишева — Віра Павлівна, друга дружина Ярцева
- Галина Яцкіна — Клава, мати Сергія
- Микола Волков — Яків Степанович Томілін
- Анатолій Грачов — Семен Матвійович
- Володимир Сєдов — Петро Миколайович
- Олександр Клюквин — Томілін, старший сержант міліції
- Володимир Прохоров — Віталій Павлович
- Ольга Семенова — Лариса
- Сергій Карленко — «Валет»
- Володимир Бурлаков — потерпілий
- Тетяна Агафонова — Зінка
- Ольга Толстецька — подруга Лариси
- Ігор Букатко — Генка
- Геннадій Корольков — співмешканець Клави
- Олексій Колесов — лікар
- Людмила Альохина — дружина Семена
- Павло Строєв — Саша
- Олександр Пятков — пасажир на вокзалі, що спізнюється

## Знімальна група
- Режисер — Микола Субботін
- Сценаристи — Олег Колесников, Роман Фурман
- Оператор — Борис Дунаєв
- Композитор — Шандор Каллош
- Художник — Тетяна Морковкина